# Novodvinsk
Novodvinsk (em russo:  Новодви́нск) é uma cidade localizada na Oblast de Arkhangelsk, Rússia.